# Peter Orávik
Peter Orávik (sinh 18 tháng 12 năm 1988) là một cầu thủ bóng đá Slovakia thi đấu ở vị trí tiền vệ cho câu lạc bộ FC ViOn Zlaté Moravce.